# メジャー・シネプレックス
メジャー・シネプレックス (Major Cineplex) は、タイで映画館の経営を行う企業で、タイ最大手である。
大型ショッピングモールやデパート内でシネコンを経営し、映画館事業だけでなくボウリング施設事業やテナント事業など、娯楽施設の総合的な事業、運営も行っている。
SET 50 Index への採用銘柄である。(2008年2月現在)
サイアム・パラゴンやエスプラネードにも映画館を保有する。